# Franciaudvar

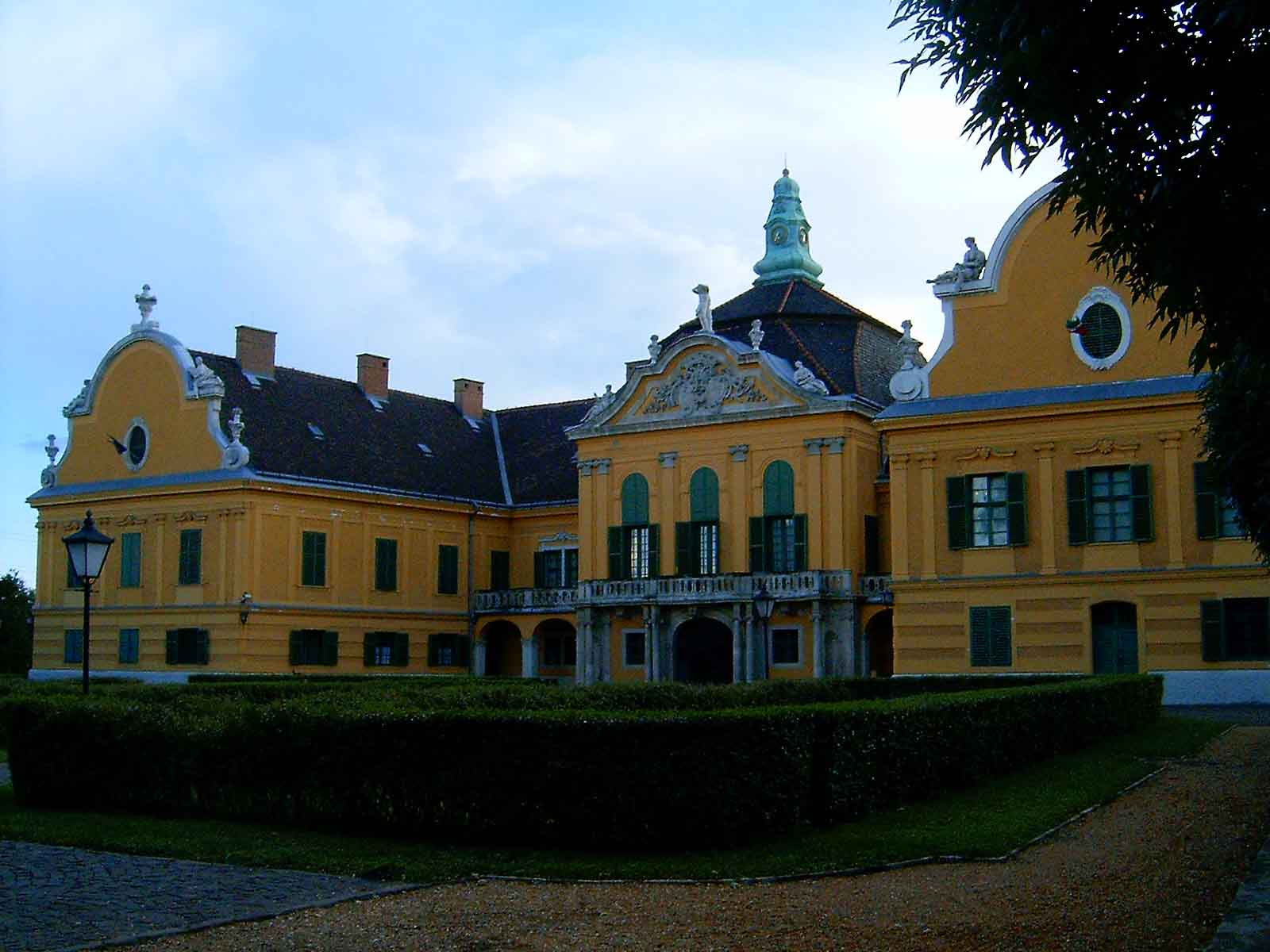
A nagytétényi Száraz-Rudnyánszky kastély franciaudvara (cour d’honneurje)

A franciaudvar vagy cour d’honneur  (francia kifejezés, kb. ’díszudvar’-t jelent) kastély díszudvara.
Louis Le Vau alkalmazta először a Vaux-le-Vicomte kastély kertjében, majd Versailles-ban, voltaképpen a kastély belső udvarának egyik oldalát kinyitotta.  A francia kastélyépítészetből terjedt el más országokban is (pl. Németország – Würzburg), főleg a barokk építészetben, ahol a cour d’honneur a kastélyok városra néző díszudvara, amelyet három szárny vesz körül. Többnyire három felől, de olykor a bejárati oldal felől is épületszárnyak fogják közre. Később a kiugró oldalrizalitok közti homlokzat  előtt, kocsifalhajtóval ellátott  tér elnevezésévé vált.
Magyarországon is megtaláljuk a példáit, pl. a nagytétényi kastélynál.

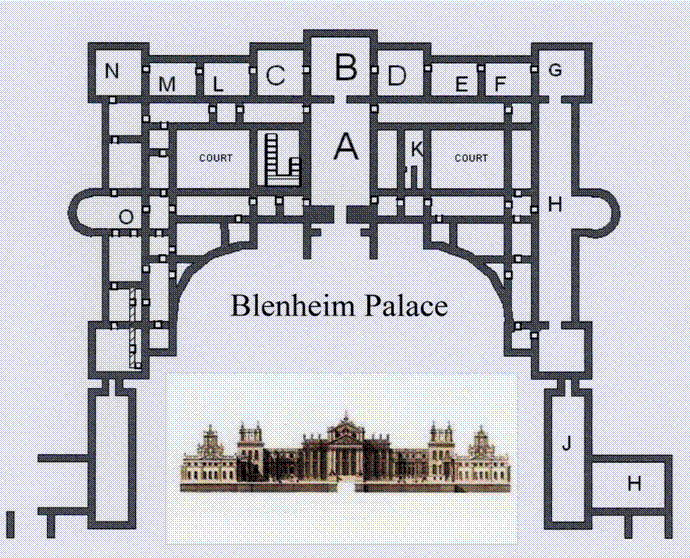
A Blenheim Palace alaprajza

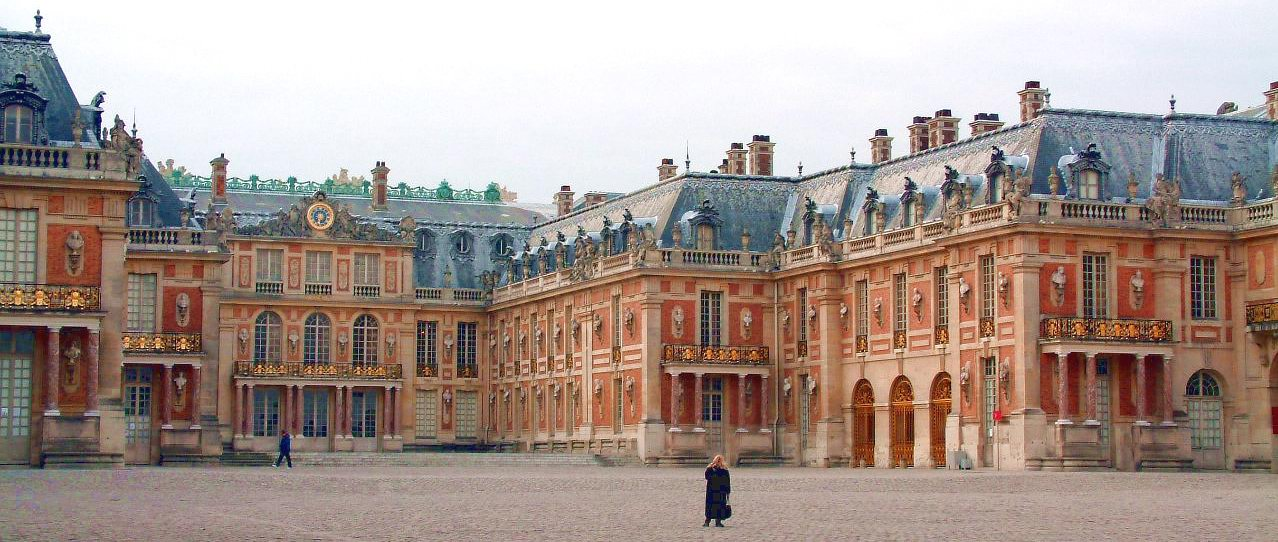
Versailles, Louis Le Vau műve